# Királyi szeretők
A késő középkor óta rendszeresen előfordul, hogy a politikai alapon kötött házasságban élő királyok, uralkodók egy vagy több szeretőt tartsanak. E személyek egy része diszkréten eltitkolt kapcsolatban élt, mások viszont az udvarban is elismert, hivatalos „királyi szerető”-i (maîtresse royale, maîtresse-en-titre, royal mistress) címet, státuszt viselhettek. A hivatalos királyi szeretők gyakran politikai szerepet is kivívhattak maguknak, befolyásolhatták az uralkodó viselkedését, döntéseit, magas állású nemesekkel kötöttek névházasságot, a királytól született gyermekeik magas társadalmi rangot, katonai vagy politikai tisztséget kaphattak. A szeretők olykor osztoztak a megdöntött vagy kivégzett uralkodó sorsában is. Legtöbben természetesen semmilyen komoly politikai szerepet sem játszottak, szerepük kimerült az uralkodó kiszolgálásában, és az udvari eseményeken való szereplésben.
A (talán) leginkább közismert királyi szeretők:
- Agnès Sorel (1422–1450), VII. Károly francia király híresen szép szeretője, aki a Loire-menti Loches kastélyában élt, ma is a vár kápolnájában nyugszik.
- Madame de Montespan márkiné, született Françoise Athénaïs de Rochechouart de Mortemart (1640–1707), és
- Madame de Maintenon márkinő, született Françoise d’Aubigné (1635–1719), XIV. Lajos francia király (a Napkirály) szeretői.
- Madame de Pompadour márkinő, született Jeanne-Antoinette Poisson (1721–1764), XV. Lajos francia király szeretője.
- Lola Montez táncosnő (1821–1862), I. Lajos bajor király király szeretője, aki miatt 1848-ban a királynak le kellett köszönnie.
- Schratt Katalin (Katharina Schratt) osztrák színésznő (1853–1940), I. Ferenc József osztrák császár, magyar király szeretője, akinek kapcsolatát az uralkodóval maga Erzsébet császárné és királyné is tolerálta.
- Wallis Simpson amerikai hölgy (1896–1986), VIII. Eduárd brit király szeretője, akit a király csak a trónról való lemondása (1936) árán vehetett feleségül.
- Camilla Parker Bowles (* 1947), a brit trónörökösnek, Károly walesi hercegnek szeretője, 2005-től felesége, e minőségében Cornwall hercegnéje címet viseli. Jogilag ugyanúgy walesi hercegnő, mint Diána walesi hercegné volt, de a népnek a néhai hercegné iránt kimutatott szeretete miatt Károly herceg új felesége nem használja ezt a címet.

Az európai uralkodók közül e tekintetben a legnagyobb hírnévre kétségtelenül XIV. Lajos francia király és dédunokája, XV. Lajos francia király tettek szert.

## Királyi szeretők listái
- Magyar uralkodók ágyasainak listája
- Az angol királyok szeretőinek listája
- Francia uralkodók szeretőinek listája
- A német királyok és német-római császárok szeretőinek listája
- Az olasz uralkodók szeretőinek listája
- A spanyol uralkodók szeretőinek listája